# 哈莉·奎茵 (DC擴展宇宙)
哈琳·法蘭西斯·奎澤（英語：Harleen Frances Quinzel），或稱哈莉·奎茵（英語：Harley Quinn），是DC擴展宇宙（DCEU）系列電影中的虛構角色，改編自保羅·迪尼和布魯斯·蒂姆創作的同名角色，由瑪格·羅比飾演。
哈莉·奎茵首次登場於《自殺突擊隊》（2016年），其後於《猛禽小隊：小丑女大解放》（2020年）和《自殺突擊隊：集結》（2021年）再度登場。她原先是小丑的精神科醫生，後來成為了他的情人以及犯罪夥伴，但在《猛禽小隊：小丑女大解放》透露他們已經分手。

## 角色發展
哈莉·奎茵是DC漫畫超級反派之一，最早於1990年代以小丑的女友登場於《蝙蝠俠：動畫系列》，至此成為DC最受歡迎的角色之一。儘管最初是超級反派，但哈莉和貓女一樣，在後來的漫畫劇情中逐漸發展成為反英雄角色。
2014年10月，澳大利亞女演員瑪格·羅比洽談出演哈莉·奎茵 。12月，證實羅比已經簽約出演該角色。羅比表示，每天需要為哈莉的裝扮花費三小時化妝，而卸妝「至少需要45分鐘」。此外，小丑的飾演者傑瑞德·雷托在《自殺突擊隊》拍攝期間送給羅比一隻黑鼠。據阿曼達·華勒的飾演者薇拉·戴維絲透露，儘管羅比最初感到震驚，但她還是把黑鼠當作寵物飼養。
《自殺突擊隊》獲得成功後，華納兄弟宣佈開拍《猛禽小隊：小丑女大解放》，羅比將回歸出演並擔任製片人。羅比曾在2015年向華納兄弟提議製作一部包括哈莉在內的限制級女性團隊電影，因為「哈莉需要朋友」。哈莉喜歡社交，所以永遠不要讓她拍一部個人電影。
羅比在2021年的《自殺突擊隊：集結》中再度飾演哈莉·奎茵，該片是2016年電影《自殺突擊隊》的續集兼重啟作。羅比也是2016年電影中四位回歸飾演各自角色的演員之一。

## 獎項
| 年份 | 電影                       | 獎項             | 類別                               | 結果 | 來源          |
| ---- | -------------------------- | ---------------- | ---------------------------------- | ---- | ------------- |
| 2016 | 《自殺突擊隊》             | 女性電影記者聯盟 | 羞恥堂獎                           | 提名 | [ 11 ] [ 12 ] |
| 2016 | 《自殺突擊隊》             | 女性電影記者聯盟 | 最該需要一個新經紀人的女演員       | 提名 | [ 11 ] [ 12 ] |
| 2016 | 《自殺突擊隊》             | 評論家選擇電影獎 | 最佳動作片女主角                   | 獲獎 | [ 13 ]        |
| 2016 | 《自殺突擊隊》             | 青少年票選獎     | 電影選擇獎：最受年輕族群期待女演員 | 提名 | [ 14 ]        |
| 2017 | 《自殺突擊隊》             | 全美民選獎       | 最受歡迎女演員                     | 提名 | [ 15 ]        |
| 2017 | 《自殺突擊隊》             | 全美民選獎       | 最受歡迎動作電影女演員             | 獲獎 | [ 15 ]        |
| 2017 | 《自殺突擊隊》             | 土星獎           | 最佳電影女配角                     | 提名 | [ 16 ]        |
| 2020 | 《猛禽小隊：小丑女大解放》 | 好萊塢影評人協會 | 最佳女演員                         | 亞軍 | [ 17 ] [ 18 ] |
| 2020 | 《猛禽小隊：小丑女大解放》 | 全美民選獎       | 年度電影女星                       | 提名 | [ 19 ]        |
| 2020 | 《猛禽小隊：小丑女大解放》 | 全美民選獎       | 年度動作電影明星                   | 提名 | [ 19 ]        |
| 2021 | 《猛禽小隊：小丑女大解放》 | 評論家選擇超級獎 | 最佳超級英雄女演員                 | 獲獎 | [ 20 ]        |
| 2021 | 《猛禽小隊：小丑女大解放》 | 衛星獎           | 衛星獎最佳女主角－音樂及喜劇組     | 提名 | [ 21 ]        |
| 2021 | 《猛禽小隊：小丑女大解放》 | 土星獎           | 最佳電影女主角                     | 提名 | [ 22 ]        |
| 2021 | 《自殺突擊隊：集結》       | 全美民選獎       | 年度電影女星                       | 提名 | [ 23 ]        |
| 2021 | 《自殺突擊隊：集結》       | 評論家選擇超級獎 | 最佳超級英雄女演員                 | 提名 | [ 24 ]        |

## 外部連結
- 哈莉·奎茵 （页面存档备份，存于） DC漫畫維基百科

Template:NavboxV2
#invoke: Navbox
Template:DC擴展宇宙